# Таха, Хассан
Таха, Хассан (араб. حسان طه‎; * 07. апреля 1968 в Хомсе) — сирийский композитор, валторнист и исполнитель на традиционном арабском инструменте уд (арабская лютня). Хассан Таха вместе с Заидом Джабри, Шафия Бадреддином, Каримом Рустомом, Раадом Халафом, Кинаном Азмехом и Басилиусом Алавадом является одним из ярких представителей так называемого второго поколения сирийских композиторов на рубеже XX—XXI веков. В его творчестве реализуются новые пути развития сирийской композиторской музыки, переход на новый уровень синтеза традиционных моделей западно-европейской и восточной арабской музыки, через наполнение этих традиций современным интонационным строем.
Его музыкальные произведения исполнялись в Сирии, Ливане, Тунисе, Франции, Литве, Мальте, Великобритании, Германии и Швейцарии. Кроме того его работы входили в музыкальный репертуар Сирийского национального симфонического оркестра, где он выступал как композитор, солист и музыкант как с классическими так и с современными композициями.
С 2010 года Хассан Таха живет и работает в Швейцарии.

## Биография
Хассан Таха родился в 1968 году в городе Хомс (Сирия) в музыкальной семье. Уже в раннем детстве у него проявились незаурядные музыкальные способности. С детских лет он играл на уде. Вдохновляющим примером для Хассана Таха был его дядя Самих Таха, который был известным в Хомсе исполнителем на уде. Еще в школьные годы Хасан Таха мечтает стать профессиональным музыкантом. Его родители поддержали интерес ребенка к музыке и нашли для него профессионального учителя музыки, знакомого музыканта Хани Шаммута. В то время он был единственным музыкальным педагогом и виолончелистом с академическим образованием в Хомсе. Хани Шаммут изучал классическую музыку в консерваториях в Каире и в Милане. Под его руководством юный Хассан Таха изучал теорию музыки, европейскую гармонию, познакомился с произведениями Иоганна Себастьяна Баха, Вольфганга Амадея Моцарта, Людвига ван Бетховена. По настоянию родителей по окончании школы Хассан Таха поступает в медицинское училище. Закончив в 1993 году училище Хассан Таха уезжает в Дамаск где поступает в Высшую школу музыки и театра по классу уда. Ректор института Сульхи Аль-Вади, который занимался подготовкой музыкантов для созданного в 1991 году Сирийского национального симфонического оркестра, предложил Хассану Тахе обучаться также по классу валторны. После окончания Высшей школы музыки и театра Хассан Таха продолжил работу в оркестре.
В 2003 году Хассан Таха получил возможность продолжить обучение в Западной Европе. Он поступил в аспирантуру по классу композиции у профессора Иоганна Слангена (John Slangen) в консерватории города Маастрихт (Нидерланды). По окончании аспирантуры Хассан Таха возвращается в Сирию. Здесь он продолжает работать в Сирийском национальном симфоническом оркестре и создавать свои собственные музыкальные произведения. В январе 2008 года состоялся творческий концерт композитора в национальном оперном театре Сирии в Дамаске. В 2009 году его пьеса «Кадм и Европа» была исполнена группой сирийских и европейских музыкантов на торжествах по случаю 30-летия сотрудничества между Сирией и Европейским союзом. В 2010 году он стал стипендиатом Культурного фонда Pro Helvetia и был приглашен в Швейцарию продолжить свое музыкальное образование. Здесь в рамках мастер-классов он сотрудничает с такими композиторами как Винко Глобокар/Vinko Globokar и Хельмут Эринг/Helmut Oehring. В 2011 году в экспериментальном центре современной музыки Гар дю Нор в Базеле состоялась премьера его пьесы «Игрок в кости» по мотивам стихов и текстов палестинского поэта Махмуда Дарвиша.
Гражданская война в Сирии помешала возвращению музыканта и его жены, певицы Наджат Сулейман, в Сирию. Они решают остаться вместе в Швейцарии. Он живет и работает в городе Берн, где в 2012 году получил степень магистра композиции в высшей школе искусств (наставничество: Ксавье Дайер/Xavier Dayer и Кристиан Хенкинг/Christian Henking). Здесь на Biennale Bern 2012 и на Швейцарском фестивале современной музыки «OggiMusica» в Лугано состоялась премьера его композиции «Into the Ocean». В 2018 году он представил свой музыкальный проект «Алрозана». Помимо создания музыки Хассан Таха преподает и занимается театральными постановками.
В новых произведениях Хасана Тахи, созданных в Швейцарии, можно увидеть изменения в его музыкальном стиле. В созданных им композициях западно-европейские и сирийские музыкальные традиции сливаются таким образом, что его музыку невозможно больше связать напрямую с какой-либо определенной традицией. Композитор все больше и больше работает на границе между музыкой и театром. В области Новой музыки и музыкального театра он создает свои новые произведения.

## Сочинения
| 1995 — 2001 | Концерт для бузуки и арабского оркестра |
| 1995 — 2001 | Танец для ная, солистов и саксофона |
| 1995 — 2001 | Мариб, инструментальная пьеса для кануна и оркестра |
| 1995 — 2001 | Музыка для театральных постановок по пьесам Генриха Ибсена, Уильяма Шекспира «Гамлет», по роману Сервантеса «Дон Кихот» и по пьесам сирийского арабского драматурга Саадаллы Ваннуса |
| 2002        | Суфийский гимн для хора, кларнета и фортепьяно |
| 2003        | «Фольклорный танец» в первой редакции для восточного оркестра и английского рожка |
| 2003        | «Фольклорный танец» во второй редакции для камерного оркестрового состава европейских инструментов (флейта, английский рожок, кларнет, валторна, литавры, арфа и струнная группа)    |
| 2004        | Увертюра для большого симфонического оркестра |
| 2004        | Соната для валторны и фортепиано |
| 2006        | Самаи, инструментальная пьеса для скрипки |
| 2006        | Хроматическое самаи, произведение исполняется квинтетом в составе гобой, кларнет, валторна, виолончель и фортепиано                                                                  |
| 2006        | Танец (Raksa), инструментальная пьеса для валторны, кларнета и кануна |
| 2006        | Мувашшах (Mowachah), инструментальная пьеса для уда |
| 2006        | Сюита для арабского оркестра, хора и солистов (I. Mhorabe (с араб. — «сражение»); II. Samai; III. Mowachah; IV. Raksa (с араб. — «танец»)                                            |
| 2006        | Дабке, танец для мидшвиз (двойной флейты), скрипки, виолончели и перкуссии |
| 2007        | Концерт для фортепиано с оркестром посвященный известному на Ближнем Востоке пианисту Ражи Саркису                                                                                   |
| 2007        | Струнный квартет (I. Allegro, II. Adagio) |
| 2008        | Павана, инструментальная пьеса для скрипки |
| 2009        | «Кадмус и Европа», инструментальная пьеса |
| 2009        | «Макамфония», инструментальная пьеса для двух наев, ударных и струнного оркестра |
| 2011        | «Игрок в кости»/«Der Würfelspieler» музыкальная композиция на стихи и тексты Махмуда Дарвиша                                                                                         |
| 2012        | «Into the Ocean» инструментальная пьеса для солиста, скрипки, кларнета и сантура |
| 2015 — 2018 | Музыкальный проект «Alrozana» |
| 2019        | «Пришвартованная лодка» инструментальная пьеса для гобоя, валторны, виолончели и фортепиано                                                                                          |
| 2021        | «На расстоянии» инструментальная пьеса для ная, кануна, скрипки, виолончели, контрабаса и перкуссион «Без компромиссов» (No compromise) инструментальная пьеса для гобоя, скрипки    |